# اندرو ویلسون (بازیکن فوتبال)
 اندرو ویلسون  (به انگلیسی: Andrew Wilson) (زاده ۱۴ فوریه ۱۸۹۶ - درگذشته ۱۵ اکتبر ۱۹۷۳) بازیکن سابق تیم ملی فوتبال اسکاتلند، چلسی و میدلزبورو است.ویلسون به مدت ۸ فصل برای تیم چلسی بازی کرده‌است.همچنین وی ۱۲ بازی و ۱۳ گل ملی در کارنامه دارد.